# Стара апотека у Сремским Карловцима
Стара апотека у Сремским Карловцима је једна од најстаријих апотека у Војводини, саграђена 1890. године и још увек је у функцији. Налази се на Тргу Бранка Радичевића и део је просторне културно-историјске целине старом градском језгру.
Њен оснивач је Лудвиг Штрасер, а карактеристична је по свом ентеријеру који је по поруџбини направљен у Венецији и осликава амбијент друге половине 19. века.